# Reinwardtoena reinwardtsi
Reinwardtoena reinwardtsi é uma espécie de ave da família Columbidae.
É endémica da Indonésia.